# Grand-Pont de Nemours
Le Grand-Pont de Nemours est un pont routier en arc situé à Nemours, dans le département français de Seine-et-Marne. Il emjambe le Loing.
Le pont est inscrit aux monuments historiques, depuis le 19 mars 1926.

## Situation et accès

### Situation générale
Le pont se situe entre les rues de Paris et du Souvenir, reliant le centre historique de la ville à sa partie est.
Deux escaliers sur les extrémités permettent son accès aux piétons depuis les rives.

### Situation routière
Le franchissement est situé entre les points de repère no 38 et no 39 de la route départementale 607.

## Historique
Le pont de Nemours est emporté par une crue du Loing en 1770.
Jean-Rodolphe Perronet dresse les plans pour un nouveau pont dès 1771, mais faute d'argent il n'est pas construit.
Le pont est construit en reprenant les plans de Perronet un peu modifiés à partir de 1795 par l'ingénieur des ponts et chaussées Louis-Charles Boistard (1762-1823) sous  la direction de Jean-Baptiste Dherbelot, ingénieur en chef. La construction en est confiée à l'ingénieur Claude-Raphaël Duvivier.
La Convention nationale a ordonné la construction du pont le 30 juin 1794. Les fondations ont été réalisées dans les campagnes de l'été 1796 et de l'été 1797. Puis, peut-être par manque d'argent, les travaux ont peu avancé. Ils reprennent en 1803. Les voûtes sont décintrées à la fin de l'année.
La construction du pont est achevée au moment du passage du pape Pie VII, le 21 novembre 1804.
La particularité des ponts conçus par Perronet concerne la flèche des arches qui est très faible. Cette conception nécessite que toutes les arches soient décintrées en même temps et que les culées puissent équilibrer leur poussée.
Depuis la destruction du pont de Saint-Dié par les troupes allemandes, en 1944, ce sont les voûtes les plus aplaties.

## Caractéristiques
Jean-Charles Perronet avait projeté un pont constitué de 3 travées de 15,27 m d'ouverture chacune mais à la réalisation, la portée a été augmentée à 16,25 m.
La génératrice des arches devait se trouver sur une portion de cercle de rayon 30,86 m ayant leur naissance à 0,32 m au-dessus du niveau des plus hautes eaux, mais l'augmentation de l'ouverture des arches leur a donné un plus grand surbaissement, au 1/15,6. 
Épaisseur des piles : 2,28 m
Largeur du tablier entre parapets : 11,04 m
Largeur totale : 12,68 m
Largeur des culées : 24,48 m